# Cand.public.
Cand.public. (latin: candidatus/candidata publicitatis) er en 2-årig kandidatuddannelse i journalistik. Uddannelsen udbydes i et samarbejde med Aarhus Universitet og Danmarks Journalisthøjskole, ligesom Syddansk Universitet i Odense udbyder den. Uddannelsen varer to år. 
Uddannelsen har to retninger – en, som er baseret på at de studerende har en bachelorgrad i journalistik, og en anden, som forudsætter en anden bacheloruddannelse, f.eks. i statskundskab eller historie.
Den engelske betegnelse for uddannelsen er Master of Arts in Journalism.